# Bashiya karstgrotta
Baishiya karstgrotta är en kinesisk kalkstensgrotta, som ligger på 3.280 meters höjd i Tibet. Den ligger ovanför en flodbädd nära Xiahe, vid floden Jianglas mynning i floden Yangqu.
År 1980 fann en okänd buddhistmunk i Tibet en bit av en mänsklig underkäke, med två tänder bevarade, i den heliga Baishiyagrottan. Han gav den till en helig man, som donerade den till universitetsforskare vid Universitetet i Lanzhou i Lanzhou i provinsen Gansu i Kina.
År 2010 började arkeologen Dongju Zhang på Universitetet i Lanzhou i Kina närmare studera den tibetanska käken. Hon lokaliserade grottan i vilken den återfunnits.
Från 2016 har det kinesiska teamet arbetat samman med bland andra paleoantropologen Jean-Jacques Hublin på Max-Planck-Institut für evolutionäre Anthropologie i Leipzig i Tyskland.
Forskargruppen publicerade sina slutsatser i Nature den 1 maj 2019 och ansåg att käken tillhörde en denisovamänniska och var 160 000 år gammal.

## Fynd av denisovamänniska
Fyndet i Baishiyagrottan är det första fyndet av en denisovamänniska som gjorts på andra ställen än Denisovagrottan i Altaibergen i Sibirien. Där hade forskare från Max-Planck-Institut für evolutionäre Anthropologie 2010 konstaterat att ett fingerben innehöll gener som kom från en tidigare inte känd hominid, och inte från neanderthalmänniskor. Under 2010-talet har forskare funnit flera tänder och benfragment av denisovamänniskor i Denisovagrottan, vilka bedömts vara mellan 50 000 och 287 000 år gamla.
Att döma av denisovamänniskornas DNA anses dessa dela en gemensam anfader med neanderthalarna för ungefär 400 000 år sedan. De parade sig både med neanderthalarna och med homo sapiens. Numera har människor i Östasien, Australien, Söderhavsöarna och Amerika alla någon andel denisova-DNA.